# Gloria (film, 1931)
 (août 2023).
Si vous disposez d'ouvrages ou d'articles de référence ou si vous connaissez des sites web de qualité traitant du thème abordé ici, merci de compléter l'article en donnant les références utiles à sa vérifiabilité et en les liant à la section « Notes et références ».
Pour les articles homonymes, voir Gloria.
Pour plus de détails, voir Fiche technique et Distribution.
Gloria est un film germano-français réalisé par Hans Behrendt et Yvan Noé, sorti en 1931.

## Synopsis
Mère d'un petit garçon, Jackie, Véra Latour demande à son mari, Pierre un aviateur célèbre, de ne plus se livrer à des acrobaties où il risquerait la mort par plaisir. Pierre y consent à contrecœur et c'est son ami Bob Deschamps qui remporte un trophée au cours d'un meeting. Or, Véra, qui n'a jamais voulu connaître le baptême de l'air avec son mari, se laisse emmener en avion par Bob. Pierre l'apprend, il part aussitôt avec son fidèle mécanicien Robert Nourry, pour un raid de longue durée au-dessus de l'Atlantique. Après des heures d'angoisse, Véra apprend que son mari a réussi à atteindre New-York. À son retour, elle l'accueille en vainqueur.

## Fiche technique
- Réalisation : Hans Behrendt et Yvan Noé
- Scénario : Hans Szekely, Georges C. Klaren
- Adaptation : Franz Schulz
- Dialogue : Yvan Noé
- Images : Frédérick Fulgsang
- Photographie :
- Montage : Friedel Buckow
- Musique : Hans J. Salter
- Production : Pathé-Natan - Matador Film
- Pays : Allemagne  République de Weimar,  France
- Enregistrement Tobis Klangfilm
- Durée : 85 min
- Sortie : 
  - 30 octobre 1931[2]
  - 25 novembre 1931[3]

## Distribution
- Jean Gabin : Robert Nourry, le fidèle mécanicien de Pierre
- Brigitte Helm : Véra Latour, la femme de Pierre
- Mady Berry : Thérèse, la cuisinière
- André Luguet : Pierre Latour, aviateur célèbre
- Jean Dax : le président du comité
- André Roanne : Bob Deschamps, aviateur
- André Saint-Germain : le photographe
- le petit Jean Boulant : Jackie Latour, le fils

## Autour du film
- Ce fut l'unique participation au cinéma du petit Jean Boulant qui joue le rôle du fils.